# Новопокровский (Воронежская область)
Новопокровский — посёлок в Новохопёрском районе Воронежской области России. Административный центр Новопокровского сельского поселения.

## Население
| 2010 | 2011 |
| ---- | ---- |
| 438  | ↘436 |

## Инфраструктура
В поселке имеется фельдшерско-акушерский пункт от Новохопёрской ЦРБ и общеобразовательная школа.
Уличная сеть
- ул. Гагарина
- ул. Калинина
- ул. Ленина
- ул. Садовая
- ул. Советская
- ул. Солнечная